# Harry Petersen
Harry Petersen (* 1946 in Chicago) ist ein amerikanischer Jazzmusiker (Altsaxophon, Klarinette).

## Werdegang
Petersen wuchs in Denver auf und hatte unter anderem bei Carlo Minetti Unterricht. Während der Schulzeit spielte er in Schulorchestern. Er studierte an der University of Minnesota, wo er Mitbegründer des Jazzensembles der Universität war. Als Profimusiker machte er in Minnesota Erfahrungen in Rock-, Show- und Jazzbands wie der Orchestra Hall Big Band, dem Wolverines Classic Jazz Orchestra und dem Carlton Show Room Orchestra. Zwischen 1979 und 2011 gehörte er als Lead-Altist zur hr-Bigband, mit der er an zahlreichen Produktionen und Alben beteiligt war. Daneben leitete er ein eigenes Quartett. 1986 gehörte er zu den Gründern der Frankfurt Jazz Big Band, die er zunächst leitete und mit der er mehrere Alben einspielte. Als Solist ist er auch auf Schallplatten vom Orchester Roland Schneider zu hören. In der Frankfurt-Köln-Connection trat er auch mit Melanie Bong auf.
Er ist Gründungsmitglied des Jazzkollektiv Babelsberg.

## Lexikalischer Eintrag
- Jürgen Wölfer: Jazz in Deutschland. Das Lexikon. Alle Musiker und Plattenfirmen von 1920 bis heute. Hannibal, Höfen 2008, ISBN 978-3-85445-274-4.